# Богодарівське водосховище
 Богодарівське водосхо́вище — невелике руслове водосховище на балці в басейні річки Сухий Торець. Розташоване в Барвінківському районі Харківської області на річці Домаха.
- Водосховище побудовано в 1974 році по проекту Харківської експедиції інституту Укрдіпроводгосп.
- Призначення — зрошення, риборозведення, рекреація.
- Вид регулювання — багаторічне.

## Основні параметри водосховища
- нормальний підпірний рівень — 54,50 м;
- форсований підпірний рівень — 55,75 м;
- рівень мертвого об'єму — 51,30 м;
- повний об'єм — 2,55 млн м³;
- корисний об'єм — 2,39 млн м³;
- площа дзеркала — 145 га;
- довжина — 2,60 км;
- середня ширина — 0,56 км;
- максимальні ширина — 0,90 км;
- середня глибина — 1,80 м;
- максимальна глибина — 3,60 м.

## Основні гідрологічні характеристики
- Площа водозбірного басейну — 81,0 км².
- Річний об'єм стоку 50 % забезпеченості — 2,84 млн м³.
- Паводковий стік 50 % забезпеченості — 2,10 млн м³.
- Максимальні витрати води 1 % забезпеченості — 46,3 м³/с.

## Склад гідротехнічних споруд
- Глуха земляна гребля довжиною — 517 м, висотою — 8,3 м. Закладення верхового укосу — 1:3, низового укосу — 1:2.
- Шахтний водоскид із монолітного залізобетону. Розрахункова витрата — 54,3 м³/с.
- Донний водоспуск із двох сталевих труб діаметром 400 мм, суміщений із шахтним водоскидом. Дві засувки водоскиду розташовані у водоскидній шахті. Розрахункова витрата — 0,8 м³/с.

## Використання водосховища
Водосховище було побудовано для зрошення в колгоспі ім. Калініна.
На даний час використовується для риборозведення ДП «Амур».
Водосховище знаходиться на балансі АТ «Гусарівський гірничо-збагачувальний комбінат формовочних матеріалів».